# 小田島渚
小田島 渚（おだじま なぎさ、1993年3月24日 - ）は、日本の女優、グラビアアイドル。アフロディーテ所属。

## 略歴
元々は女優やタレント活動を行っていたが 2013年よりグラビアアイドルとしても活動開始、活動の幅を広げる。
日テレジェニック2013にて99人中14位。2013ミスヤングチャンピオンにてグランプリを獲得する。
2014年には映画『Hunger Z（ハンガーゼット）』にてヒロイン・相葉みつえ 役を演じ、2015年には映画『パラノーマル寄生蟲』で主演を演じる。

## 作品

### イメージビデオ
- ミスヤングチャンピオン2013（2014年1月10日、イーネット・フロンティア）
- 渚の吹く風（2014年4月25日、エアーコントロール）
- 優しい関係（2014年8月20日、ラインコミュニケーションズ）
- はじめての。（2014年11月25日、エアーコントロール）
- nagisa（2016年2月26日、エスデジタル）

## 出演

### テレビ
- 女優開発プロジェクト ××プロ（2005年 - 2006年、テレビ朝日）
- 桜蘭高校ホスト部（2011年、TBS） - レギュラー女子高生 役
- アイドルの穴〜日テレジェニックを探せ!〜（2013年、日本テレビ）
- 私生活むきだしバラエティ「キリウリ$アイドル」（2014年5月7日、14日、21日、東京MXテレビ）

### 映画
- Hunger Z（ハンガーゼット）（2014年9月27日公開、新東宝映画） - 相葉みつえ 役
- すんドめNew (2017年4月22日公開、日本出版販売 オデッサ・エンタテインメント）ｰ 早華胡桃 役
- すんドめNew2（(2017年4月24日公開、日本出版販売）ｰ 早華胡桃 役[5]
- ウスケボーイズ（2018年10月20日公開、カートエンターテイメント）

### Vシネマ
- 非変身ヒロイン 武捜戦隊サイレンジャー外伝 サイブレイズ・サーガ（2017年6月23日発売、ZENピクチャーズ） - 主演 ミサ・スプランド 役

### 舞台
- 彩才女組 Vol.1「しあわせのせいぶん」（2010年8月12日 - 15日、笹塚ファクトリー）
- FLYING PIRATES ネバーランド漂流記-featuringGUY'S-- ヒロイン・水野曜 役
- BAKI_COMPANY公演Vol.3「にゅ〜LIFE」（2011年5月3日 - 8日、中野・桃園会館）
- トライフルステージ「コカンセツ！〜再演〜」（2011年9月21日 - 25日、天王洲銀河劇場）
- Feather Stage vol.1「カレッジ・オブ・ザ・ウインド」（2012年3月23日 - 25日、東長崎・てあとるらぼう） - 主演 高梨ほしみ 役
- カートプロモーション「帰って来た蛍-慟哭の詩-」（2012年6月8日 - 16日、吉祥寺・前進座劇場）
- 彩才女組Vol.7「ブカティーニにあうソース」（2013年6月22日 - 24日、八幡山・ワーサルシアター）
- カートプロモーション「奇々怪々〜老ノ坂のもののけ達〜」（2013年10月9日 - 14日、新馬場・六行会ホール）
- 劇団野良犬弾「LOVEどきゅ〜ん15」（2014年1月29日 - 2月2日、笹塚ファクトリー）
- 劇団アイドルリーグvo.1「怪人養成スクール・女子部」（2014年3月7日 - 9日、築地本願寺ブディストホール）
- 劇団マツモトカズミ第三回公演 「読モの掟! 結婚の偏差値舞台編スピンオフ」（2014年5月28日 - 6月1日、西新宿・新宿村LIVE）
- カートプロモーション「帰って来た蛍-蒼空の神々-」（2014年6月26日 - 7月6日、六本木・俳優座劇場）
- 劇団野良犬弾「LOVEどきゅ〜ん15」（2015年2月11日 - 15日、笹塚ファクトリー）
- カートプロモーション「帰って来た蛍-未来への伝言-」（2015年6月11日 - 17日、六本木・俳優座劇場）
- SHOWMAN'S「ドリームレスキュー・言うことナース![6][7]」（2015年7月8日 - 12日、西新宿・新宿村LIVE） - エッグ・プラント 役
- SHOWMAN'S「FLYING PIRATESネバーランド漂流記-featuringGUY'S-[8]」（2015年9月18日 - 23日、西新宿・新宿村LIVE） - 主演 水野曜 役
- SHOWMAN'S定期公演ガールズボイスシアター「オズの西遊記 Legend of GO WEST!」（2016年1月4日,11日,18日,25日、渋谷・DESEO mini） - 三蔵法子 役
- SHOWMAN'S「ドリームレスキュー・言うことナース! 〜いちもにもなくエピソード3〜[9][10]」（2016年4月22日 - 24日、西新宿・新宿村LIVE） - エッグ・プラント 役
- チーム進火RON「注意書きの多い料理店」（2016年8月10日 - 14日、シアター711） - 雨宮くるみ 役
- あだちあさみプロデュース公演「磐田屋の最悪の一日と遠い環水平アーク」（2016年9月29日 - 10月2日、下北沢東演パラータ） - 芳美、加代子 役

## 書籍

### 雑誌
- FLASH 2013年12月3日号 （2013年11月19日、光文社）
- 週刊ヤングジャンプ巻末グラビア 2014年2月13日号（2014年1月30日、集英社）

### 写真集
- はじめての。（2014年11月20日、ジーオーティー、撮影：西田幸樹）ISBN 978-4860849344